# 1848 in Zwitserland

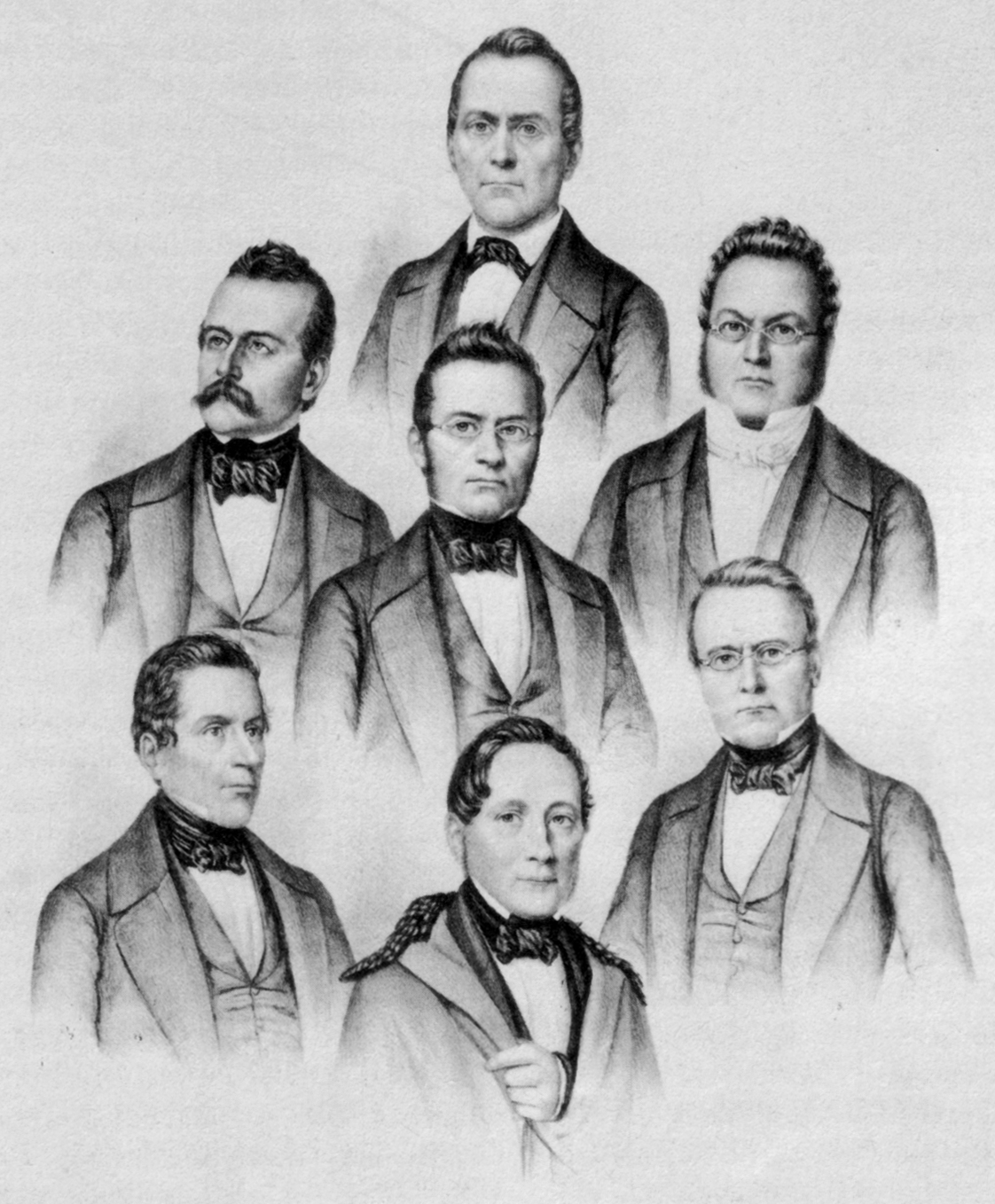
De Bondsraad in 1848.

Dit artikel beschrijft het verloop van 1848 in Zwitserland.

## Ambtsbekleders
De Bondsraad werd voor het eerst verkozen op 16 november 1848. Ze was toen samengesteld als volgt:
| Naam | Naam                   | Partij    | Kanton       | Functie                                                                       |
| ---- | ---------------------- | --------- | ------------ | ----------------------------------------------------------------------------- |
|      | Jonas Furrer           | radicalen | Zürich       | Bondspresident in 1848; hoofd van het Departement van Politieke Zaken         |
|      | Daniel-Henri Druey     | radicalen | Vaud         | Vicebondspresident in 1848, hoofd van het Departement van Justitie en Politie |
|      | Stefano Franscini      | radicalen | Ticino       | Hoofd van het Departement van Binnenlandse Zaken                              |
|      | Friedrich Frey-Herosé  | radicalen | Aargau       | Hoofd van het Departement van Handel en Douane                                |
|      | Martin Josef Munzinger | radicalen | Solothurn    | Hoofd van het Departement van Financiën                                       |
|      | Wilhelm Matthias Naeff | radicalen | Sankt Gallen | Hoofd van het Departement van Posterijen en Constructie                       |
|      | Ulrich Ochsenbein      | radicalen | Bern         | Hoofd van het Departement van Militaire Zaken                                 |

De Bondsvergadering werd voorgezeten door:
| Naam | Naam                 | Partij    | Kanton | Functie                                                   |
| ---- | -------------------- | --------- | ------ | --------------------------------------------------------- |
|      | Ulrich Ochsenbein    | radicalen | Bern   | Voorzitter van de Nationale Raad (7 tot 16 november 1848) |
|      | Jakob Robert Steiger | radicalen | Luzern | Voorzitter van de Nationale Raad (vanaf 21 november 1848) |
|      | Jonas Furrer         | radicalen | Zürich | Voorzitter van de Kantonsraad (6 tot 16 november 1848)    |
|      | François Briatte     | radicalen | Vaud   | Voorzitter van de Kantonsraad (vanaf 21 november 1848)    |

## Gebeurtenissen
- In La Chaux-de-Fonds (kanton Neuchâtel) richt Louis Brandt het horlogemerk Omega op.
- Het Neue Illustrirte Zeitschrift für die Schweiz verschijnt voor het eerst.[5]

### Februari
- De geconfedereerde troepen verlaten het kanton Zug, een van de kantons van de Sonderbund.
- Er breken republikeinsgezinde onrusten uit in het Vorstendom Neuchâtel, dat zowel een Zwitsers kanton is als een vorstendom waarover door Frederik Willem IV van Pruisen wordt geregeerd. Hierdoor is Neuchâtel in personele unie verbonden met Pruisen. Meer bepaald in La Chaux-de-Fonds, Le Locle en Val-de-Travers is het onrustig.

### Maart

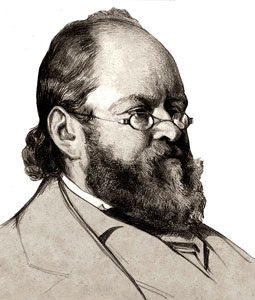
Alexis-Marie Piaget, de eerste voorzitter van de Staatsraad van Neuchâtel.

- 1 maart: In Neuchâtel breekt een revolutie uit tegen de koning van Pruisen.
- 4 maart: De Staatsraad van Neuchâtel wordt opgericht. Alexis-Marie Piaget is de eerste voorzitter van deze nieuwe republikeinse kantonnale regering.

### April
- De geconfedereerde troepen verlaten nu ook Wallis, dat eveneens deel uitmaakte van de Sonderbund.
- 30 april: De bevolking van het kanton Neuchâtel neemt een nieuwe, republikeinse grondwet aan. Het kanton heet voortaan République et Canton de Neuchâtel.

### Juni
- 6 juni: Bij het Zwitsers grondwettelijk referendum van 1848 wordt de nieuwe Zwitserse Grondwet aangenomen met 145,584 stemmen voor (72,8%) en 54.320 stemmen tegen (27,2%). 15 1/2 kantons stemmen voor, 6 1/2 kantons stemmen tegen.
- 27 juni: De Tagsatzung keurt de nieuwe grondwet goed. Hiermee stemt de instelling ook in met haar eigen afschaffing: ze zal worden vervangen door de Bondsvergadering.

### September

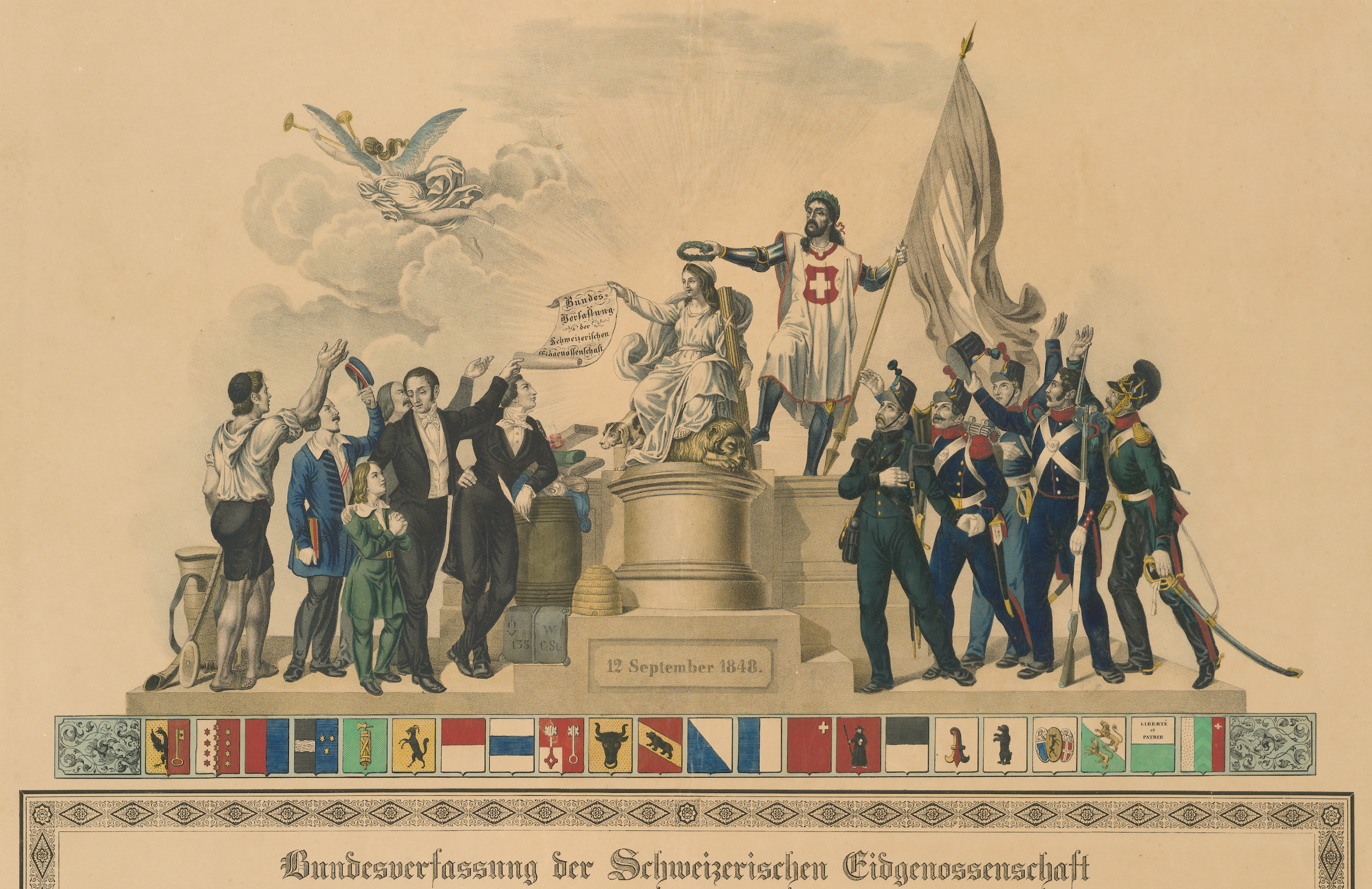
Aandenken aan de inwerkingtreding van de Zwitserse Grondwet op 12 september 1848. Deze grondwet maakte van Zwitserland een federale staat.

- 12 september: De Zwitserse Grondwet treedt in werking. Deze gebeurtenis staat bekend als de oprichting van de moderne bondsstaat in Zwitserland, die van de Zwitserse Confederatie een federale staat maakt. De nieuwe grondwet is het sluitstuk van de gebeurtenissen in Zwitserland na de Sonderbund-oorlog van 1847, de laatste burgeroorlog in de Zwitserse geschiedenis.

### Oktober
- 1 - 27 oktober: Na de inwerkingtreding van de grondwet dienen er parlementsverkiezingen plaats te vinden. De Zwitserse parlementsverkiezingen van 1848 vonden plaats op verschillende tijdstippen in de maand oktober. De linkse radicalen behalen een ruime meerderheid in zowel de Nationale Raad als de Kantonsraad.

### November
- 6 november: De Nationale Raad en Kantonsraad komen voor de eerste maal samen.
- 16 november: De Bondsraad wordt voor het eerst verkozen bij de Zwitserse Bondsraadsverkiezingen van 1848. Het zijn de leden van de Bondsvergadering die de zeven ministers verkiezen. Daniel-Henri Druey, Stefano Franscini, Friedrich Frey-Herosé, Jonas Furrer, Martin Josef Munzinger, Wilhelm Matthias Naeff en Ulrich Ochsenbein worden hierbij verkozen. Jonas Furrer wordt verkozen als eerste bondspresident van Zwitserland. Daniel-Henri Druey wordt de eerste vicebondspresident.

## Geboren
- Marie Gilliard-Malherbe, landbouwster en schrijfster (overl. 1911)
- Frank Feller, kunstschilder (overl. 1908)
- Adolfo Kind, chemisch ingenieur en skiër (overl. 1907)
- circa 1848: Andrew Mattei, Zwitsers-Italiaanse wijnbouwer (overl. 1931)
- 1 januari: Édouard Noetzlin, bankier (overl. 1935)
- 4 januari: Heinrich Suter, historicus (overl. 1922)
- 6 januari: Louis Ruffieux, bioloog (overl. 1909)
- 9 januari: Emil Egli, theoloog (overl. 1809)
- 11 januari: Ferdinand Schalch, geoloog en cartograaf (overl. 1918)
- 24 januari: Conrad Keller, zoöloog (overl. 1930)
- 27 januari: Jakob Baechtold, literatuurwetenschapper (overl. 1897)
- 1 februari: August Henggeler, ondernemer en politicus (overl. 1929)
- 6 februari: Louis Jaccard, politicus (overl. 1908)
- 11 februari: Jacques Schiesser, ondernemer (overl. 1913)
- 13 februari: Auguste Baud-Bovy, schilder (overl. 1949)
- 17 februari: Xaver Arnold, beeldhouwer (overl. 1929)
- 23 februari: Heinrich Weydmann, jurist en politicus (overl. 1922)
- 27 februari: Otto Herold, theoloog (overl. 1945)
- 28 februari: Hermann Altherr, medicus en politicus (overl. 1927)
- 15 maart: Alfred Henri Berthoud, kunstschilder (overl. 1906)
- 31 maart: Stanislas Aeby, politicus (overl. 1914)
- 2 april: Friedrich Meili, rechtsgeleerde (overl. 1914)
- 5 april: Ulrich Wille, generaal (overl. 1925)
- 7 april: Jean Geiser, fotograaf (overl. 1923)
- 20 april: Karl Frey, filoloog, historicus en pedagoog (overl. 1919)
- 21 april: Carl Rüedi, longarts (overl. 1901)
- 22 april: Fritz Bühlmann, politicus en officier (overl. 1936)
- 5 mei: Ludwig Rudolf Alioth, elektriciteitspionier (overl. 1916)
- 6 mei: Rudolf Geilinger, politicus (overl. 1911)
- 23 mei: John Camoletti, architect (overl. 1894)
- 25 mei: Johann Baptist Singenberger, musicus (overl. 1924)
- 28 mei: Maria Bernarda Bütler, geestelijke, missionaris, ordestichter en heilige van de rooms-katholieke kerk (overl. 1924)
- 9 juni: Jakob Nietlispach, rechter en politicus (overl. 1918)
- 16 juni: Adalbert Wirz, politicus, rechter en journalist (overl. 1925)
- 30 juni: Paul Zweifel, gynaecoloog en fysioloog (overl. 1927)
- 2 juli: Pierre-Georges Jeanniot, schilder en illustrator (overl. 1934)
- 2 juli: Hans Konrad Pestalozzi, politicus en architect (overl. 1909)
- 2 juli: Bonifaz Räss, theoloog (overl. 1928)
- 15 juli: Alexis Maridor, schrijver (overl. 1909)
- 21 juli: Caspar Badrutt, hotelier (overl. 1904)
- 21 juli: Christine von Hoiningen-Huene, schrijfster en historica (overl. 1920)
- 8 augustus: Stefano Gabuzzi, politicus, rechter en journalist (overl. 1936)
- 10 augustus: Othmar Blumer, politicus en voorzitter van de Kantonsraad (overl. 1900)
- 23 augustus: Emil Bürgin, ingenieur en ondernemer (overl. 1933)
- 23 augustus: Meinrad Eugster, monnik (overl. 1925)
- 29 augustus: Henri Rebmann, fotograaf (overl. 1931)
- 1 september: Auguste Forel, sociaal hervormer, entomoloog, neuroloog en psychiater (overl. 1931)
- 4 september: Édouard Secretan, advocaat, journalist en politicus (overl. 1917)
- 10 september: James Aguet, zakenman (overl. 1932)
- 20 september: Gustav Adolf Seiler, filoloog (overl. 1936)
- 21 september: Henri Girardet, kunstschilder (overl. 1917)
- 17 oktober: Gustave Naville, ingenieur (overl. 1929)
- 20 oktober: Ernest Daucourt, journalist, advocaat en politicus (overl. 1941)
- 24 oktober: William Foster Apthorp, Amerikaans musicus die zijn laatste levensjaren in Zwitserland zou doorbrengen (overl. 1913)
- 1 november: Alfredo Pioda, filosoof, jurist en politicus (overl. 1909)
- 3 november: Emma Stämpfli-Studer, onderneemster (overl. 1930)
- 12 november: Eduard Müller, politicus en lid van de Bondsraad (overl. 1919)
- 25 november: Heinrich Dübi, filoloog en alpinist (overl. 1942)
- 28 november: Paul Dubois, psychotherapeut en neuropatholoog (overl. 1918)
- 28 november: Karl Sauerländer, uitgever (overl. 1919)
- 2 december: Auguste Reverdin, medicus (overl. 1908)
- 9 december: Frédéric Ferrière, medicus (overl. 1924)
- 24 december: Theodor Curti, Zwitsers-Duits journalist en politicus (overl. 1914)
- 25 december: Eugénie Pradez, schrijfster (overl. 1932)

## Overleden
- Friedrich Salomon Ulrich, filoloog (geb. 1771)
- 14 januari: Jean-Gédéon Lombard, bankier (geb. 1763)
- 15 februari: Kaspar Leonz Bruggisser, jurist en politicus (geb. 1807)
- 17 februari: Nicolas Schencker, kunstschilder (overl. 1760)
- 21 februari: Elise Egloff, naaister en verkoopster (geb. 1821)
- 4 maart: Joachim Leonz Eder, jurist en politicus (geb. 1772)
- 7 maart: Giambattista Torricelli, katholiek geestelijke (geb. 1779)
- 26 april: Leonhard Truog, protestants geestelijke en historicus (geb. 1760)
- 7 mei: Charles-Ferdinand Morel, protestants geestelijke en politicus (geb. 1772)
- 7 juni: Heinrich Braendlin, koopman en politicus (geb. 1777)
- 11 juni: Dominik Epp, landeigenaar en politicus (geb. 1776)
- 18 juni: César Henri Monvert, tekenaar (geb. 1784)
- 26 juni: Philipp Merian, koopman en filantroop (geb. 1773)
- 27 juni: Heinrich Zschokke, Duits-Zwitsers schrijver en historicus (geb. 1771)
- 16 augustus: Bernhard Emanuel von Rodt, militair, historicus en politicus (geb. 1776)
- 21 september: Jakob Anton Müller, politicus (geb. 1777)
- 6 december: Samuel Gottlieb Hünerwadel, hoogleraar en geestelijke (geb. 1771)
- 31 december: Johann Jakob Wieland, industrieel en politicus (geb. 1783)